# Rue Verdi (Paris)
La rue Verdi est une rue du 16e arrondissement de Paris.

## Situation et accès
La rue Verdi est une voie publique située dans le 16e arrondissement de Paris. Elle débute au 1, rue Octave-Feuillet et se termine au 2, rue de Franqueville et au 1, rue du Conseiller-Collignon.
Le quartier est desservi par la ligne 9 à la station La Muette. La gare de l'avenue Henri-Martin et la gare de Boulainvilliers de la ligne C se situent à proximité, l’une au nord et l’autre au sud.

## Origine du nom

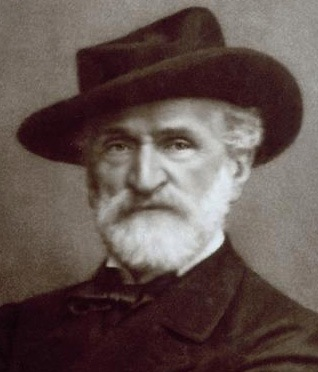
Giuseppe Verdi.

Elle porte le nom du compositeur italien Giuseppe Verdi (1813-1901).

## Historique
Cette voie est ouverte sur une partie du parc de la Muette sous sa dénomination actuelle en 1904.

## Bâtiments remarquables et lieux de mémoire
- L'immeuble faisant l'angle avec la rue de Franqueville a été construit par l'architecte Pierre Humbert.
- No 4 : réalisation de l'architecte Ernest Picard ; immeuble primé en 1911 par le Concours de façades de la Ville de Paris[3].
- Médaillon du compositeur de profil au quatrième étage, au coin du 1 rue Octave-Feuillet.

Plaques
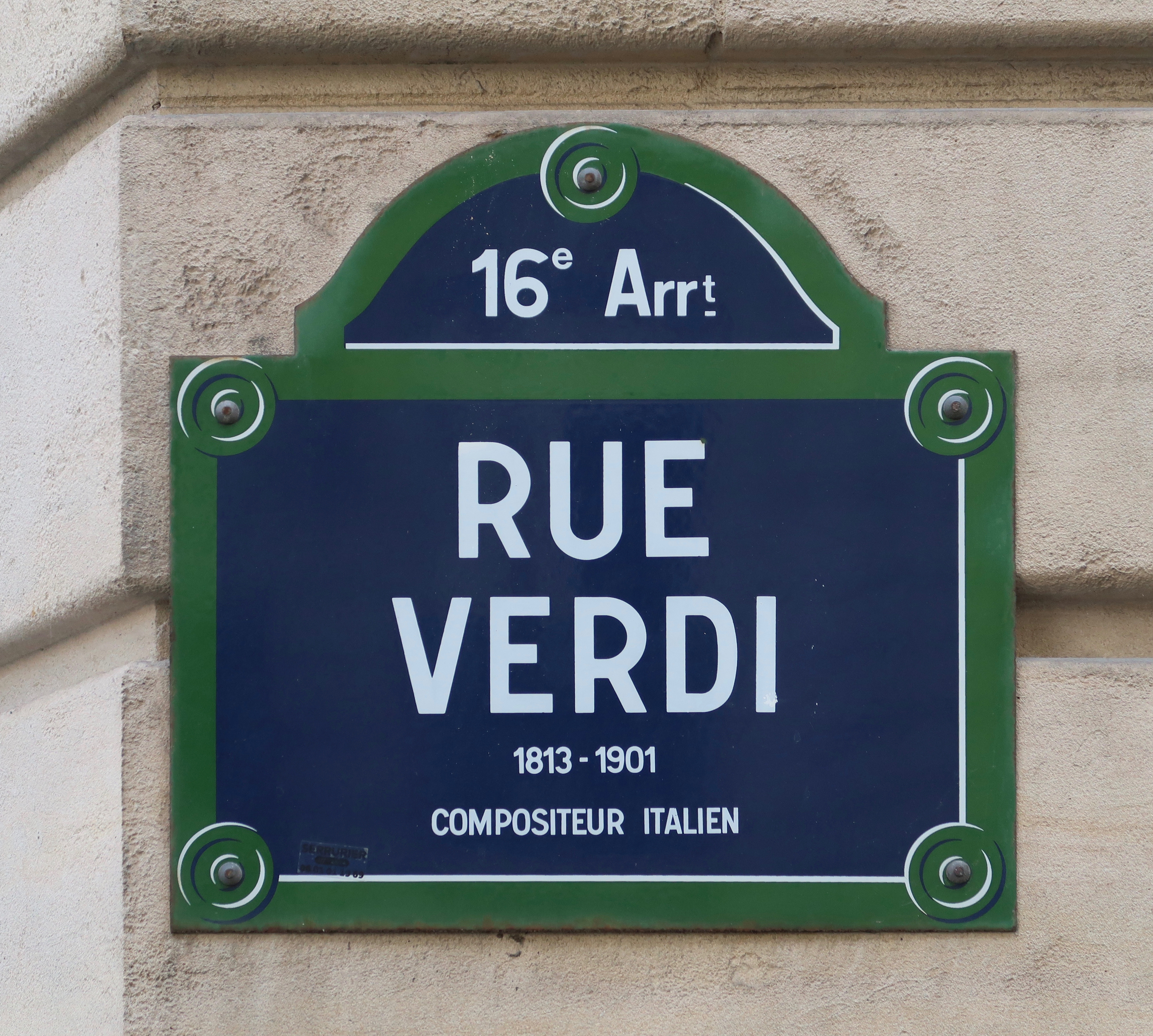
Plaque de la rue.
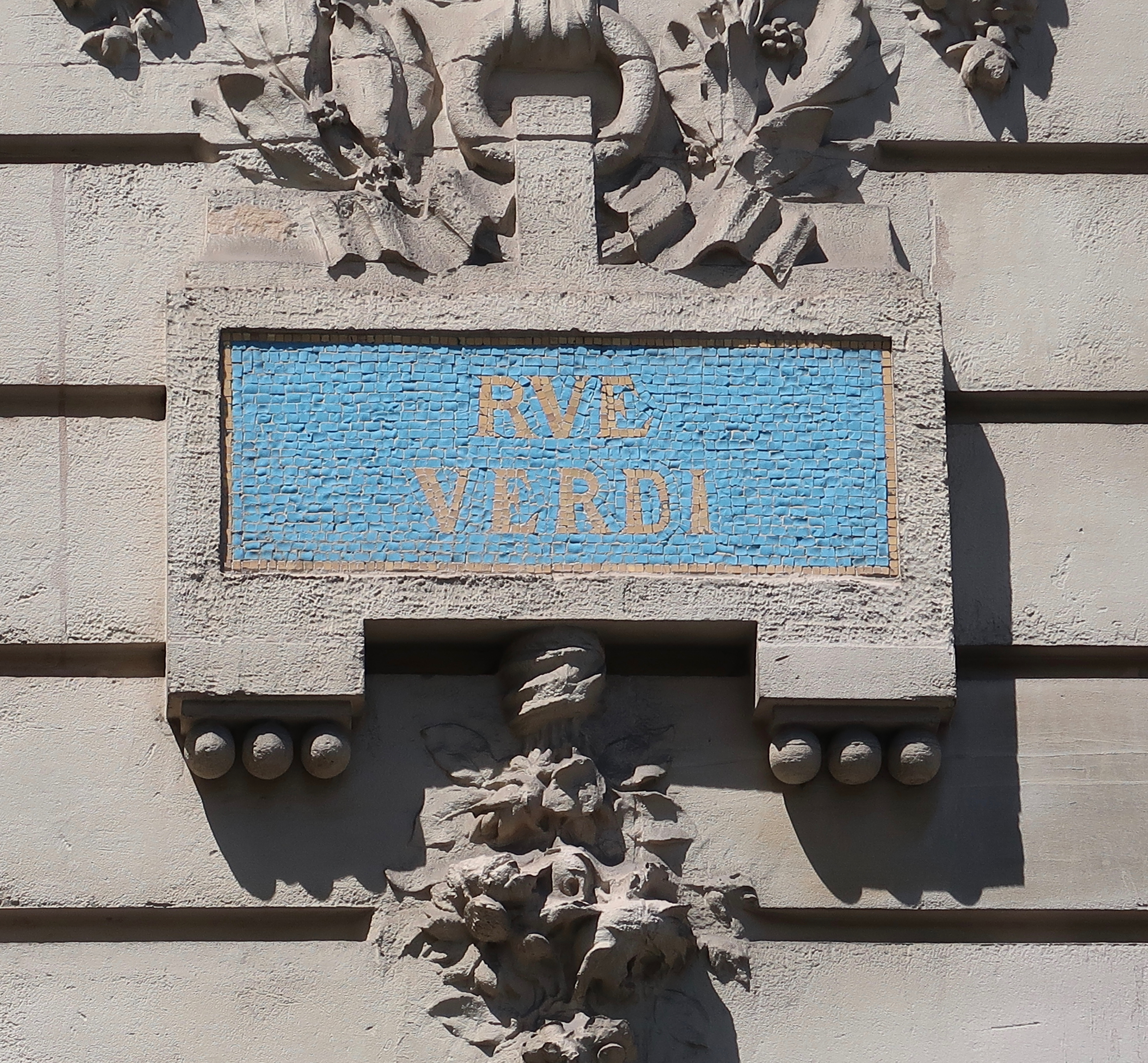
Plaque initiale en mosaïque.
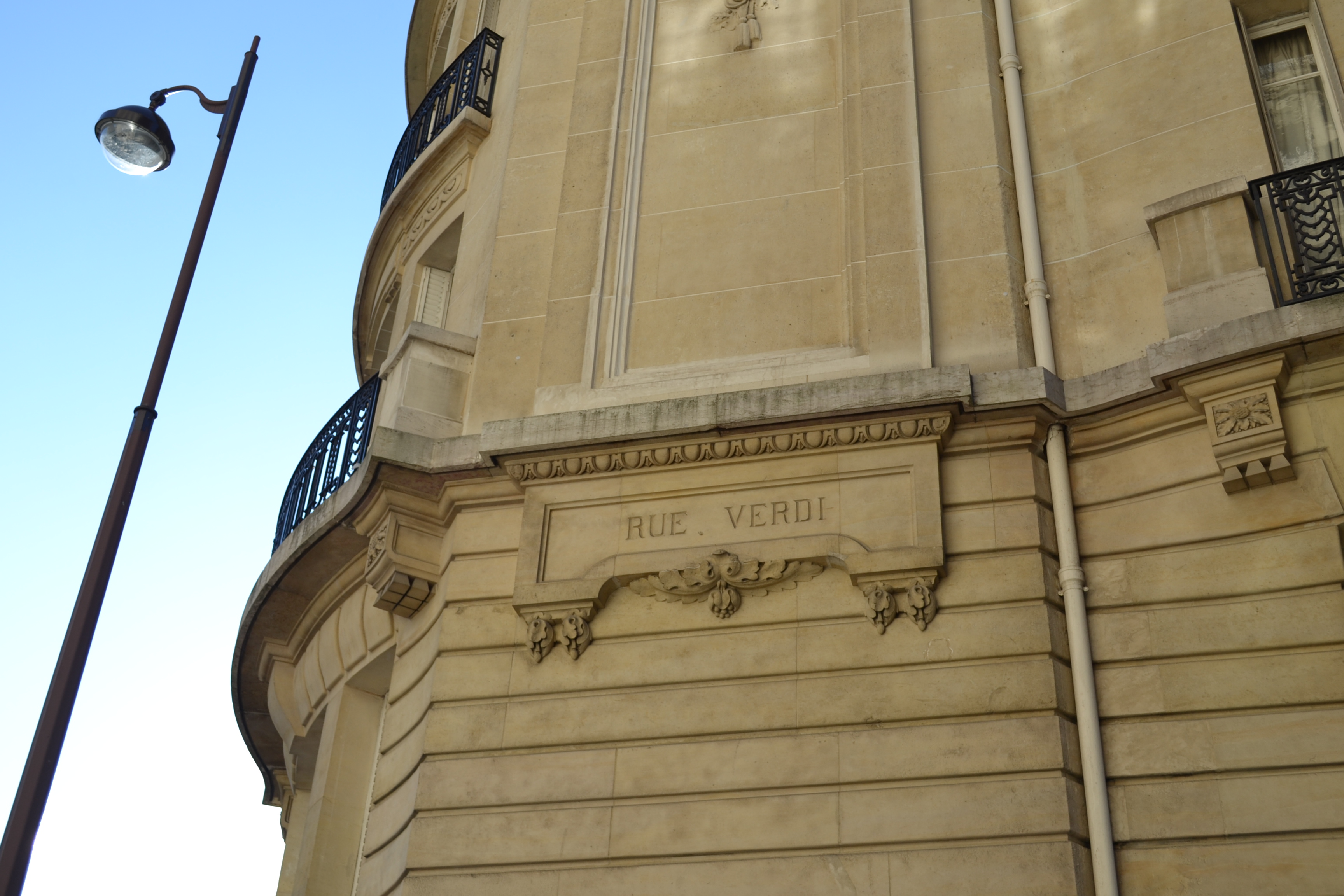
Inscription gravée.